# Elberssches Kontorhaus

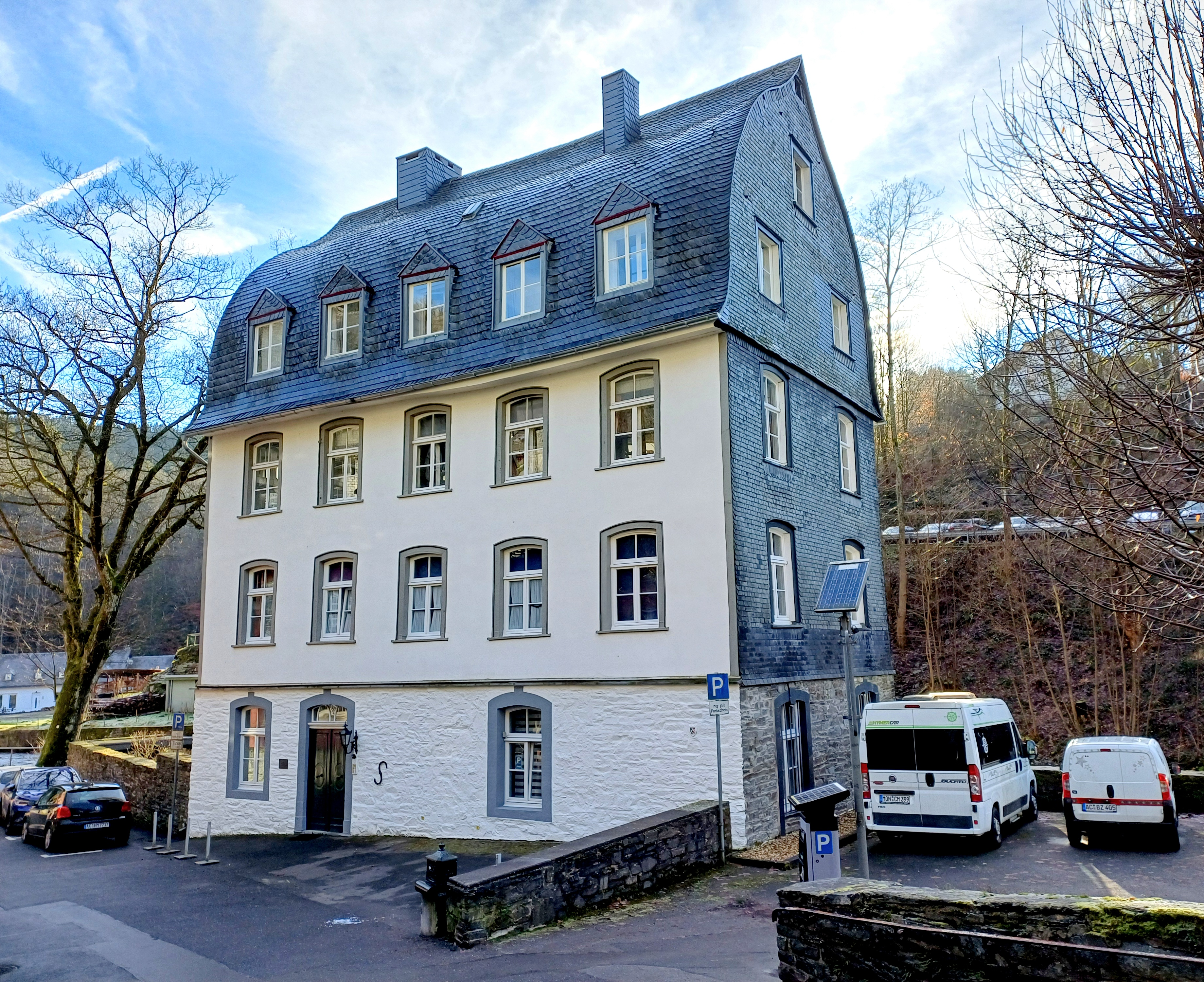
Eingangsseite (2024)
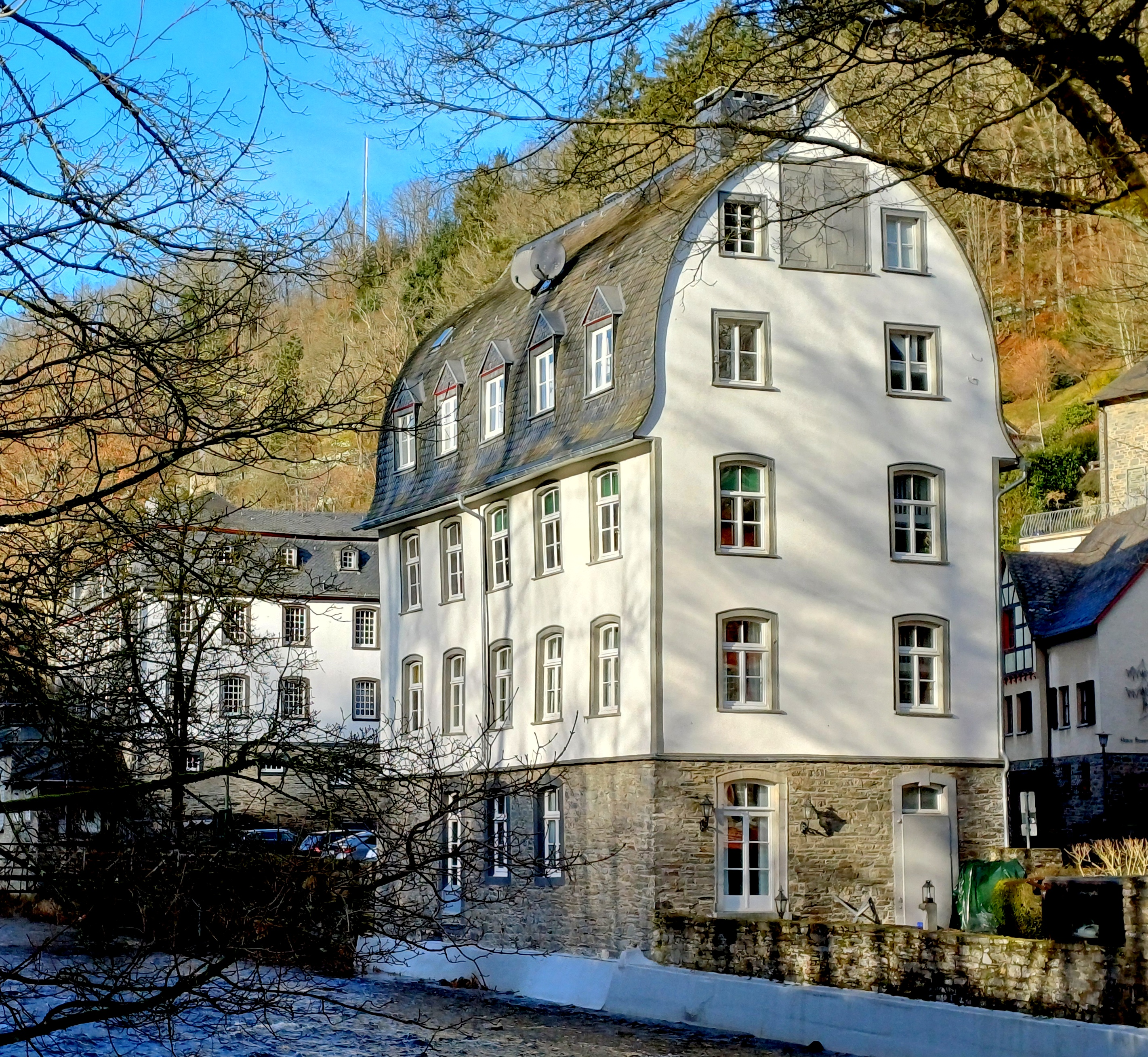
Rurseite (2024)

Das Elberssche Kontorhaus in Monschau in der Städteregion Aachen wurde zwischen 1807 und 1810 als Kontorhaus für die Tuchfirma Johann Heinrich Elbers (1764–1840) mit Sitz auf dem Elbershof erbaut und auch für die Fabrikation genutzt. Es ist neben dem Tuchschererhaus eines der beiden erhaltenen städtischen Häuser mit einer Bohlenbinderdachkonstruktion.
Hier war nicht nur die Verwaltung der Elbers'schen Tuchfabrik untergebracht, sondern auch einzelne Werkstätten. Zwischen 1810 und 1815 fand dort David Friederich Hansemann (1790–1864), im Vormärz einer der Führer des politischen und wirtschaftlichen Liberalismus im Rheinland, seine erste Anstellung.
Nach der Schließung der Tuchfabrik Elbers Mitte 1886 diente das Haus von 1895 bis 1924 als höhere Städtische Knabenschule. Anschließend wurde es privat genutzt und 1990 von der Familie Wirtz umfassend restauriert. Heute steht es unter Denkmalschutz.

## Quelle
- Bronzetafel neben dem Eingang

Koordinaten: 50° 33′ 16,13″ N, 6° 14′ 45,7″ O